# Artjom Simonjan
Artjom Wrowjri Simonjan [aɹtjom sɪmonjan] (armenisch Արտյոմ Վրույրի Սիմոնյան; FIFA-Schreibweise nach engl. Transkription Artyom Simonyan; * 20. Februar 1995 in Sankt Petersburg, Russland) ist ein armenischer Fußballspieler.

## Vereinskarriere
Simonjan begann seine Karriere in seiner Geburtsstadt bei Zenit Sankt Petersburg und stand dort im Mai 2014 erstmals im Profikader. Im Februar 2015 wurde Simonjan vom Schweizer Super-Ligisten FC Zürich verpflichtet. Beteiligt am Zustandekommen dieses Transfers war Artur Petrosjan, der sowohl Nachwuchstrainer in Zürich als auch Assistenztrainer bei der U-21-Nationalmannschaft Armeniens ist. Die Spielzeit 2016/17 verbrachte er leihweise beim FC Le Mont-sur-Lausanne. Danach wurde er fest vom FC Alaschkert Martuni verpflichtet und nach anderthalb Jahren wechselte er weiter zum FC Ararat Jerewan. Die Saison 2019/20 verbrachte er beim FC Pjunik Jerewan und ging dann zum Stadtrivalen FC Noah Jerewan. Anfang 2021 folgte der Wechsel zu Tom Tomsk nach Russland und sechs Monate später schloss Simonjan sich dem Drittligisten Wolgar Astrachan an.

## Nationalmannschaft
Simonjan debütierte am 14. Oktober 2014 für die armenische A-Nationalmannschaft und wurde bei der 0:3-Niederlage gegen Frankreich in der 69. Minute ausgewechselt. Insgesamt absolvierte er bis 2019 zehn Partien für die Auswahl, ein Tor gelang dabei nicht.

## Erfolge
- Schweizer Pokalsieger: 2016
- Armenischer Meister: 2018
- Armenischer Pokalsieger: 2019
- Armenischer Superpokalsieger: 2018, 2020